# Tröllafossar
Tröllafossar (in lingua islandese: cascate dei troll) è un'ampia e bassa cascata situata nella regione del Vesturland, nella parte occidentale dell'Islanda.

## Descrizione
La cascata è situata lungo il corso del fiume Grímsá, un fiume che fuoriesce dal lago Reyðarvatn. Un po' più a valle della cascata, il Grímsá si fonde con il Hvítá e il Norðurá e va a sfociare nel fiordo Borgarfjörður dopo aver attraversato la valle Lundarreykjadalur. Sul fiume ci sono diverse rapide e cascate, e questa è una delle più ampie. Il fiume forma la Tröllafossar con un salto di circa 2 metri in una zona dove la sua ampiezza è di 70-80 metri.
Il Grímsá è uno dei fiumi più ricchi di salmone del paese e alla Tröllafossar si può vedere il salmone nuotare controcorrente. Dalla cascata c'è una bellissima vista dello Skessuhorn, una montagna a forma di piramide nel massiccio di Skarðsheiði. Vicino alla cascata c'è un campeggio popolare tra gli islandesi, con una specie di mostra di troll all'aria aperta. Si dice che i troll vivano nascosti nelle rocce che formano la cascata. 
A un paio di chilometri a valle si trova la cascata Laxfoss í Grímsá. Altre cascate del fiume Grímsá sono: Laekjarfoss, Jotnabruarfoss, Kleppagilsfoss, Kleppafoss I-II-III, Selsmyrarfoss, Kerlingafoss, Kalfgilsfoss/Englandsfoss, Breiðifoss, Lambárfoss e Sellfoss.
In Islanda c'è un'altra cascata con un nome simile: la Tröllafoss, che è però situata vicino alla capitale Reykjavík.

## Accesso
La cascata è raggiungibile percorrendo la strada S50 Borgarfjarðarbraut fino al ponte sul fiume Grimsá.